# Campylopus occultus
Campylopus occultus är en bladmossart som beskrevs av Mitten 1869. Campylopus occultus ingår i släktet nervmossor, och familjen Dicranaceae. Inga underarter finns listade i Catalogue of Life.